# 양쿠이쑹
양쿠이숭(중국어 간체자: 杨奎松, 정체자: 楊奎松, 1953년 10월 출생)은 중국 역사가이다. 그의 작업은 중국공산당의 역사를 다루는 것이다. 현재 화둥 사범대학 역사학과 교수, 시먀 인문고등연구소 연구원, 북경대학 교수를 겸임하고 있다.
1982년에 그는 인민대학교에서 당사 학사 학위를 받았다. 1982년 1월부터 1987년 2월까지 중국공산당 중앙당교 편집자로 일했다. 1987년부터 1990년까지 인민대학교에서 당사 교수로 재직했다. 그곳에서 그는 중국 사회과학원 현대사 연구원, 북경대학 역사학과 교수, 화동사범대학 역사특수교수로 임명됐다.
그의 연구 초점은 현대 중국의 역사, 중국공산당의 역사, 중소 관계, 국민당과 중국공산당의 관계, 사회주의의 지적 역사이다.